# هنر تشریفاتی یهودی

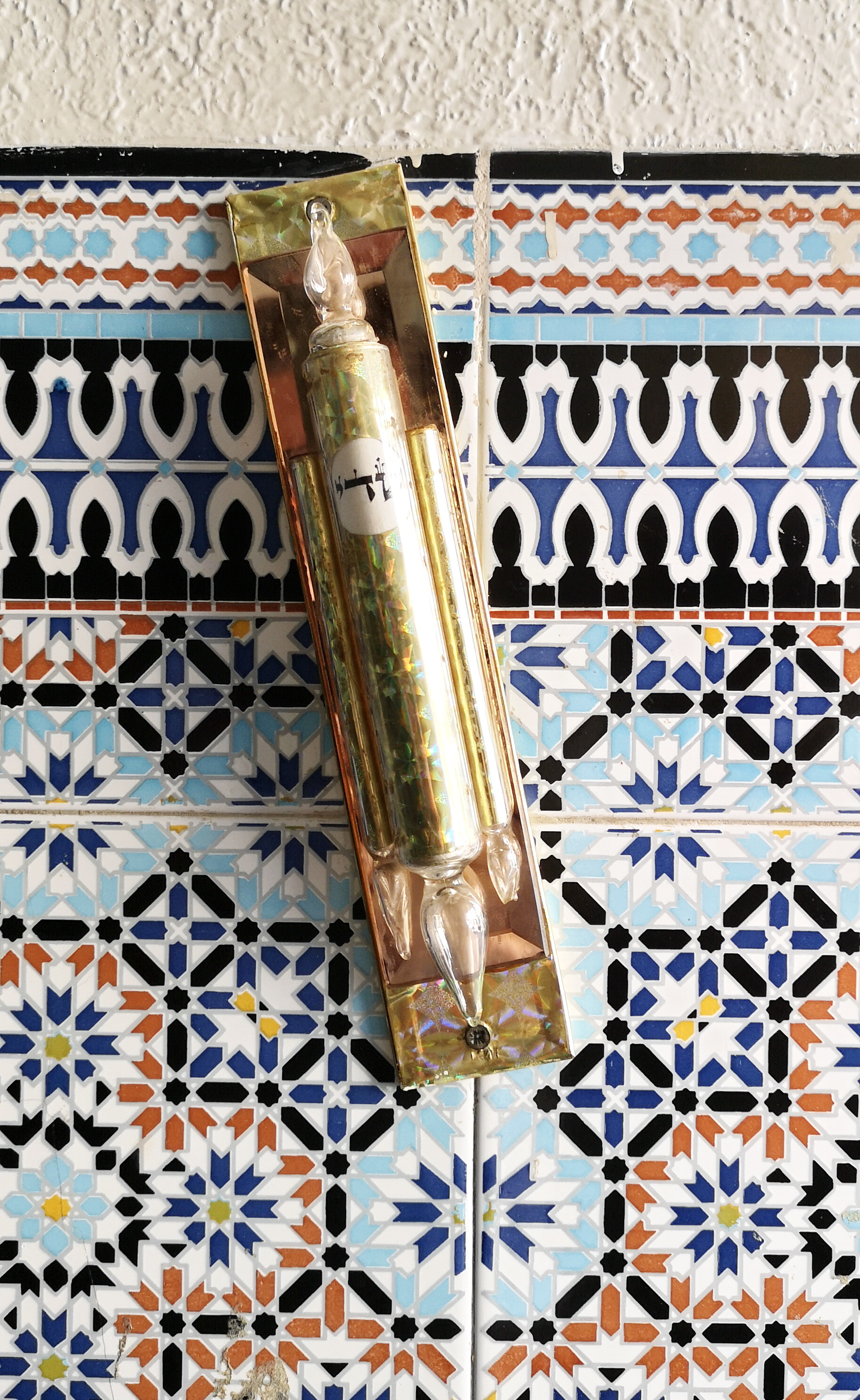
مزوزا

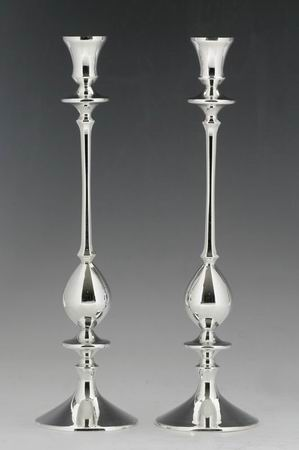
شمعدان شبات نقره‌ای

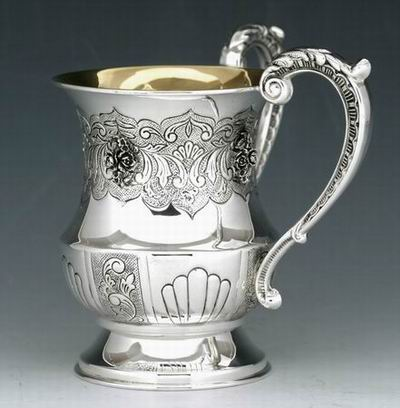
لیوان نقره‌ای دستشویی

هنر تشریفاتی یهودیان که به نام یهودایکا نیز شناخته می‌شود (‎/dʒuːˈdeɪ.ɪkə/‎)، به مجموعه‌ای از اشیاء گفته می‌شود که توسط یهودیان برای مقاصد آیینی استفاده می‌شد. از آنجا که تقویت میتزوه با اجرای آن با یک شیء خاص زیبا، روشی ستودنی برای احترام به احکام خداوند تلقی می‌شود، یهودیت سنت دیرینه‌ای در سفارش دادن اشیاء آیینی به صنعتگران و هنرمندان دارد.

## منشأ متنی
تفسیرهای متعدد خاخام‌های اولیه در کتاب مقدس عبری به مراسم تقدیس با اشیاء بصری دلپذیر در میدراش اشاره دارد. میدراش مخیلتا خاخام اسماعیل این تعلیم را در مورد یک آیه کتاب مقدس دارد:
«این خدای من است و من او را جلال خواهم داد" (خروج ۱۵:۲).
آیا ممکن است انسان بر آفریننده خود جلال بیافزاید؟ معنای واقعی آن این است: من خدا را به گونه‌ای که احکام را انجام می‌دهم ستایش خواهم کرد. من یک لولاو زیبا، سوکای زیبا، حاشیه‌های زیبا (تزیتزیت) و تفیلین زیبا تهیه خواهم کرد.»
سایر آموزه‌های میدراش (مثلاً شیر هاشیریم رابه ۱٫۱۵) همین ایده را ارائه می‌دهند. این ایده در تلمود بابلی بسط یافته است (مثلاً باخا قما 9b). نسل‌های بعدی این آموزه را به‌عنوان وظیفه‌ای درک می‌کردند که در صورت امکان، وسایل زیبایی را که در زندگی و عبادت یهودیان استفاده می‌شد، چه فیزیکی و چه متنی، بسازند.

## اقلام مورد استفاده در شبات
موارد زیر در شبات استفاده می‌شود:

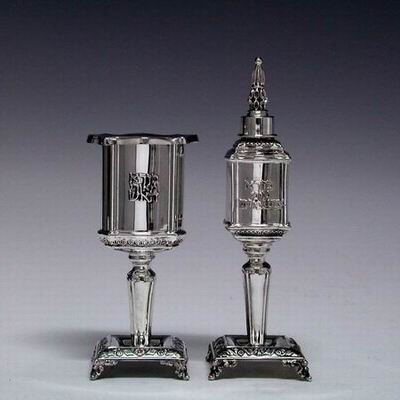
جا شمعی و جعبه ادویه هاوداله

- جام کیدوش: کیدوش، به معنای واقعی کلمه، «تقدیس»، برکتی است که بر شراب یا آب انگور برای تقدیس اعیاد شبات و یهودیان خوانده می‌شود. فنجان‌های کیدوش بسیار تزئین شده‌اند و عموماً از چینی، چینی، نقره، اسپند و نیکل ساخته می‌شوند.
- شمعدان‌های شبات
- لیوان دستشویی ("نتیلات یدیم")
- تخته و روکش چاله برش
- شمع و جا شمعی هاوداله
- جعبه ادویه هاوداله

پایان شبات یهودیان با مراسم دعای مختصر حوضالح مشخص می‌شود که معمولاً در خانه انجام می‌شود. بخشی از مراسم مستلزم استشمام یک ادویه یا گیاه خوشبو است. در جوامع یهودی در اطراف دریای مدیترانه معمولاً از شاخه‌ای از یک بوته خوشبو استفاده می‌شد، در اروپای شمالی در سده دوازدهم منابع ادبی استفاده از جعبه یا ظرف ادویه با طراحی خاص وجود داشت. قدیمی‌ترین جعبه‌های ادویه باقیمانده برای هاوداله مربوط به میانه‌های سده شانزدهم است. موزه یهودی (نیویورک) یک نمونه آلمانی دارد ح. 1550 تصور می‌شود که در فرانکفورت آم ماین سرچشمه می‌گیرد.

## اقلام حنوکا

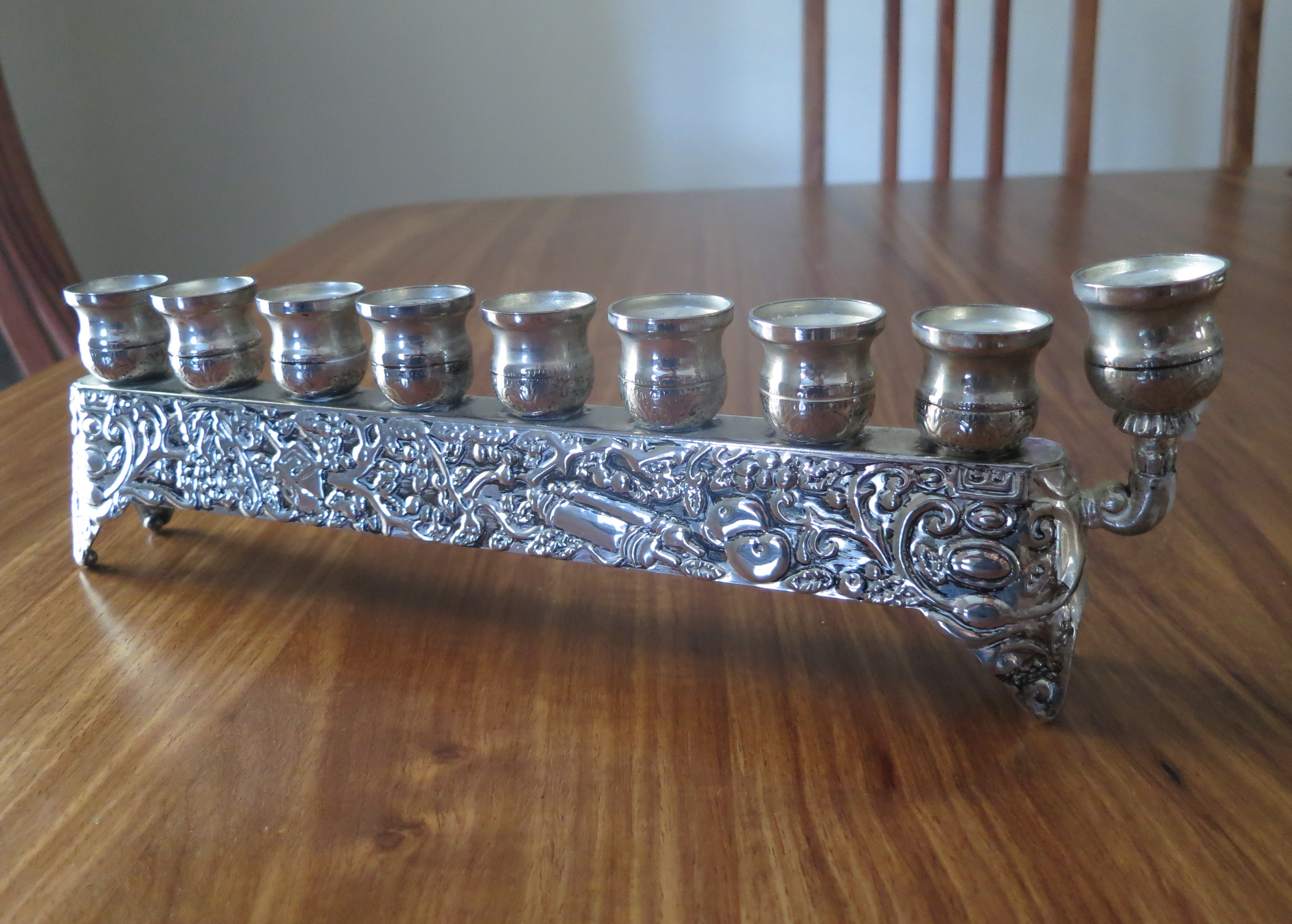
منورا هانوکا نقره‌ای

منورا (یا هانوکیا) که در جشن یهودی هانوکا استفاده می‌شود، شاید پرفروش‌ترین مقاله هنر تشریفاتی یهودیان باشد. لامپ لیندو یک نمونه بسیار خوب توسط یک نقره‌ساز سده ۱۸ است. هنرمندان معاصر اغلب منوراهایی را طراحی می‌کنند، مانند منورای برنجی با روکش طلا با ۳۵ شاخه متحرک که توسط یاکو آگام طراحی شده است. یک منورا نقره‌ای از Ze'ev Raban مربوط به دهه ۱۹۳۰ در مجموعه یهودایکا موزه هنر کارولینای شمالی است.
- منورا چانوکا
- دریدل‌ها
- نگهدارنده ژل
- شمع چانوکا یا روغن

## اقلام سوکوت
- جعبه اتروگ

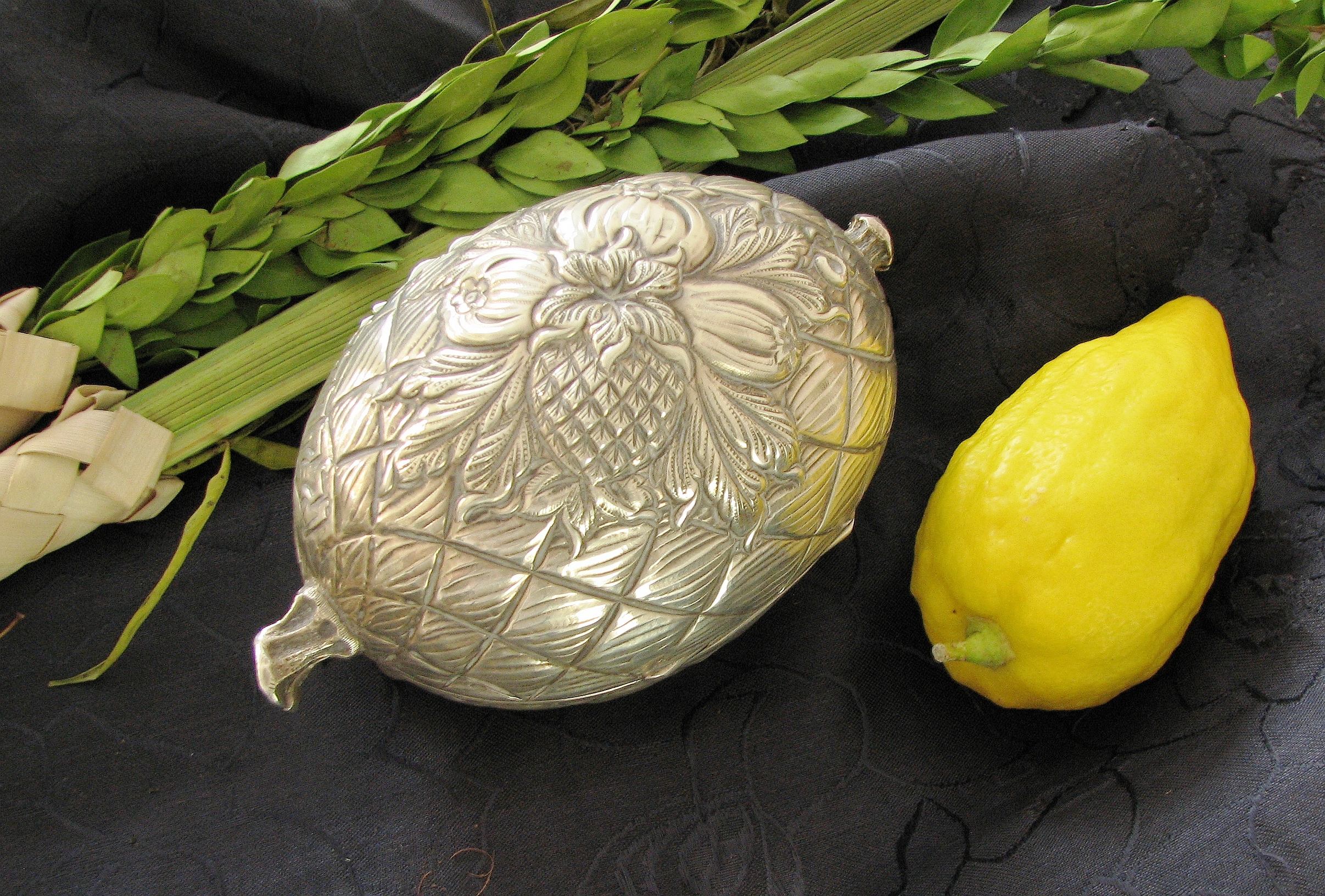
جعبه اتروگ نقره‌ای

برای محافظت از اتروگ در طول تعطیلات سوکوت، آن را به‌طور سنتی در الیاف کتان ابریشمی پیچیده می‌کنند و در جعبه‌ای مخصوص که اغلب از نقره ساخته می‌شود، نگهداری می‌کنند.
در دوران مدرن، اتروگ معمولاً در توری مصنوعی پیچیده می‌شود و در جعبه‌های مقوایی قرار می‌گیرد. جعبه‌های چوبی نیز به‌طور فزاینده‌ای محبوب هستند.

## کتاب‌ها

### هاگادا عید فصح
سنت هاگاداهای تزئین شده هنری، متن یهودی که دستور عید فصح سدر را بیان می‌کند، به قرون وسطی بازمی‌گردد. هاگادا سارایوو در سال ۱۳۵۰ یک نمونه مشهور است. هنرمندان بزرگ معاصر، هاگاداهای برجسته‌ای مانند Szyk Hagaddah تولید کرده‌اند. همچنین نگاه کنید به نسخه فاکسی حتی قبل از آن بارسلون هاگادا ۱۳۴۰.

## مجموعه‌های قابل توجه یهودایکا
موزه‌هایی با مجموعه‌های قابل توجه هنر تشریفاتی یهودی شامل کتابخانه بریتانیا، موزه اسرائیل، موزه یهودی (لندن)، موزه هنر و تاریخ یهودی در پاریس، موزه یهودی در پراگ، کارولینای شمالی هستند. موزه هنر، موزه یهودی (نیویورک)، موزه لورن در نانسی، موزه آلساسین در استراسبورگ و موزه یهودی معاصر سانفرانسیسکو. موزه میراث یهودی در پارک شهر باتری، شهر نیویورک نیز مجموعه قابل توجهی دارد. راه دیگر برای دیدن جودایکا از طریق بازار هنر، از جمله خانه‌های حراج است. حراج‌های ساتبیز، بونهامز-نیویورک، اسکینر و Kestenbaums به‌طور معمول هر سال حراجی را برگزار می‌کنند.